# Clipston (Nottinghamshire)
Pour les articles homonymes, voir Clipston.
Clipston est un village et une paroisse civile du Nottinghamshire, en Angleterre. Il est situé dans le sud du comté, à quelques kilomètres au sud-est de la ville de Nottingham, entre Cotgrave et Normanton on the Wolds. Administrativement, il relève du district de Rushcliffe. Au recensement de 2001, il comptait 50 habitants (sa population est comptée avec celle du village de Tollerton lors du recensement de 2011).

## Étymologie
Le toponyme Clipston désigne la ferme (tūn en vieil anglais) d'un individu nommé Klyppr ou *Klippr. Ce nom norrois témoigne de la présence viking dans la région. Il est attesté sous la forme Clipestune dans le Domesday Book, en 1086.